# あいのうた (Something ELseの曲)
「あいのうた」は、Something ELseの8枚目のシングル。

## 解説
日本テレビ系「ルナパーク'99雷波少年系遊園地『後ろ楽しいガーデン』」テーマソング。実際にSomething ELseの3人が同イベントの会場に出演し、ライブ演奏を行ったこともあった。
8cmCDシングルとして発売されたのは本作が最後である。

## 収録曲
1. あいのうた
作詞・作曲：今井千尋、編曲：森俊之
2ndアルバム『ギターマン』、ベスト・アルバム『TICKET』に収録
2. 花火が消えるまで
作詞・作曲：今井千尋、編曲：深沼元昭
3. あいのうた (backing track)